# Calum Chambers
Calum Chambers (20 de gener de 1995) és un jugador professional de futbol anglès, que juga com a defensa, lateral o migcampista pel Cardiff City FC.